# فيتاكورا
فيتاكورا هي بلدية في تشيلي تقع في محافظة سانتياغو ، في إقليم سانتياغو متروبوليتان . تعتبر واحدة من أغلى المناطق وأكثرها أناقة في سانتياغو . السكان في المقام الأول عائلات ذات دخل مرتفع. وهي تنتمي إلى المنطقة الشمالية الشرقية من العاصمة سانتياغو .

توجد وفرة من مدارس النخبة الخاصة في فيتاكورا ولاس كونديس، بما في ذلك كلية سانت جورج ، وكلية سانتا أورسولا، وكلية أليانس فرانسيز، وكلية لا ميزونيت، وكلية تابانكورا، وكلية لوس أنديس، وساجرادوس كورازونيس دي مانكوهو، وسان بينيتو.
يربط خط رسوم المرور في فيتاكورا بالمطار الدولي وتقع محطات مترو الأنفاق في بلدية لاس كونديس المجاورة.
فيتاكورا هي موقع مقر اللجنة الاقتصادية لأمريكا اللاتينية ومنطقة البحر الكاريبي، وهي مركز لمقر المرصد الأوروبي الجنوبي (ESO) في تشيلي، وموقع شارع التسوق أفينيدا ألونسو دي كوردوفا الأكثر تميزًا في سانتياغو.
يمكن العثور على نادي Gliders فيه.  مع موقع متميز، تتمتع المنطقة بظروف مناخية مثالية لمثل هذه الأنواع من الرحلات الجوية.

## التسوق
هي واحدة من أغلى المناطق وأكثرها أناقة في سانتياغو وتقع العديد من متاجر التجزئة الفاخرة الرائدة في العالم في فيتاكورا. تشمل هذه المتاجر لوي فيتون وأرماني وتومي هيلفيغر وسواروفسكي وسالفاتوري فيراغامووارمنجيلدو زينيا وبروكس براذرز وهيرميس باريس وماكس مارا  وبانج أولفسن وهوغو بوس، بالإضافة إلى العديد من المتاجر الأخرى.